# Carboxila

Grupo carboxila

Grupo carboxila (português brasileiro) ou carboxilo (português europeu) é um grupamento orgânico (−COOH), presente em ácidos carboxílicos, derivado da união do grupamento carbonila (presente em aldeídos e cetonas) com o grupamento hidroxila (presente nas funções álcool, fenol e enol). O caráter ácido destes compostos se dá justamente pela liberação do H+ que pode ser visto na extremidade da carboxíla.
Quanto mais fácil for a liberação desse H+, mais ácido será o caráter do composto. 
Outras funções também são derivadas dos ácidos carboxílicos. Estas são: os ésteres (por substituição do H+ por um radical orgânico), os haletos de acila (por substituição da hidroxila por um halogênio), os anidridos (ácidos carboxílicos desidratados) e as amidas (por substituição da hidroxila por NH2).